# Якутськ (аеропорт)
Статтю про допоміжний аеропорт Якутська дивись Аеропорт «Маган»
Аеропорт «Якутськ» (якут. Дьокуускай Аэропорт, рос. Аэропо́рт Яку́тск) (IATA: YKS, ICAO: UEEE) —цивільний аеропорт в Якутську (Росія). Має дві злітно-посадкові смуги і здатність приймати 700 пасажирів за годину. Аеропорт — центр для п'яти регіональних авіаліній, у тому числі Yakutia Airlines й Polar Airlines.   
Будівництво аеропорту розпочалося у 1931 році, аеропорт використовували як зупинку по дорозі для американських літаків, що летіли до Європи під час Другої світової війни. Міжнародний термінал відкрито з 1996 року.

## Приймаємі типи повітряних суден
Приймаємі літаки: Ан-12, Ан-24, Ан-26, Ан-28, Ан-30, Ан-32, Ан-72, Ан-74, Ан-140, Ан-148, Ил-62, Ил-76, Ил-96, Ил-114, Л-410, Ту-134, Ту-154, Ту-204, Ту-214, Як-40, Як-42, Airbus A310, Airbus A319, Airbus A320, Boeing 737, Boeing 757, Boeing 767, Boeing 777-200 та інші ПС 3-4 кл. Гелікоптери всіх типів.

## Авіалінії та напрямки
| Авіакомпанія                | Пункт призначення |
| --------------------------- | --- |
| Aeroflot                    | Красноярськ-Ємельяново, Москва-Шереметьєво |
| Alrosa Mirny Air Enterprise | Ленськ, Мирний |
| Angara Airlines             | Іркутськ, Новосибірськ |
| Polar Airlines              | Батагай, Біла Гора, Черський, Чокурдах, Депутатський, Іркутськ, Ленськ, Мома, Нюрба, Ольокмінськ, Оленьок, Саккирир, Саскилах, Середньоколимськ, Сунтар, Тіксі, Усть-Куйга, Усть-Мая, Усть-Нера, Верхньовілюйськ, Вілюйськ, Зирянка                                                                       |
| S7 Airlines                 | Москва-Домодєдово, Новосибірськ Сезонний: Владивосток |
| Yakutia Airlines            | Благовєщенськ, Черський, Чита, Харбін, Іркутськ, Казань, Хабаровськ, Красноярськ-Ємельяново, Магадан, Мирний, Москва-Внуково, Нерюнгрі, Тіксі, Новосибірськ, Ст Петербург, Сеул-Інчхон, Улан-Уде, Владивосток, Єкатеринбург, Жиганськ Сезонний: Анапа, Краснодар, Петропавловськ-Камчатський, Омськ, Сочі |
| Ural Airlines               | Магадан, Єкатеринбург |